# Rising Hope
「Rising Hope」（ライジング・ホープ）は、LiSAの楽曲で、5枚目のシングル。2014年5月7日にアニプレックスから発売された。

## 概要
前作「träumerei」から9か月ぶりとなる2014年1枚目のシングル。表題曲は、テレビアニメ『魔法科高校の劣等生』のオープニングテーマに採用された。アニメタイアップ曲としては初めてLiSA自身が作詞に参加しており、「信じてくれる自分を信じたい」「大切な人のために強くなりたい」という作中の司波達也と司波深雪の絆が描かれている。曲調もスピード感とエッジの効いたロックナンバーとなっている。PVの衣装は、作中でキャラクターが着用している制服をモチーフに作られており、爽やかなものとなっている。
発売形態は、初回生産限定盤・期間生産限定盤（アニメ盤）・通常盤の3仕様となり、初回盤にはPVとブックレットが、アニメ盤にはオープニングのノンクレジットver.とミニポスターが収録される。アニメ盤のジャケットは、作中のヒロインである司波深雪が描かれている。
2014年5月7日付のiTunes配信チャートでは、同年3月19日から1位を50日連続で獲得していた、松たか子の「レット・イット・ゴー」を抜き、1位を獲得した。実に3月19日以来の50日ぶりの首位交代となった。続く2日目、5月8日付の配信チャートでも1位を守った。これにより「レット・イット・ゴー」による連続1位記録を50日で止めた。
初めてレコチョクの年間ランキングTOP100にランクインした。（88位）
2019年3月1日には、ソニー・ミュージックエンタテインメントのアニメソング人気投票キャンペーン「平成アニソン大賞」においてアーティストソング賞（2010年 - 2019年）に選出された。

## 収録曲

### 初回生産限定盤・通常盤
| #         | タイトル                                                              | 作詞           | 作曲      | 編曲      | 備考      | 時間  |
| --------- | --------------------------------------------------------------------- | -------------- | --------- | --------- | --------- | ----- |
| 1.        | 「Rising Hope」(テレビアニメ『魔法科高校の劣等生』オープニングテーマ) | LiSA・田淵智也 | 田淵智也  | 堀江晶太  |           | 4:12  |
| 2.        | 「ポーカーフェイス」                                                  | LiSA           | カヨコ    | akkin     |           | 3:53  |
| 3.        | 「アシアトコンパス」                                                  | LiSA           | 山本陽介  | 山本陽介  |           | 5:16  |
| 4.        | 「Rising Hope -Instrumental-」                                        |                |           |           |           | 4:12  |
| 合計時間: | 合計時間:                                                             | 合計時間:      | 合計時間: | 合計時間: | 合計時間: | 17:33 |

| #  | タイトル                     | 作詞 | 作曲・編曲 |
| -- | ---------------------------- | ---- | ---------- |
| 1. | 「Rising Hope -Music Clip-」 |      |            |

### 期間生産限定盤
| #         | タイトル                  | 作詞      | 作曲      | 編曲           | 備考      | 時間  |
| --------- | ------------------------- | --------- | --------- | -------------- | --------- | ----- |
| 1.        | 「Rising Hope」           |           |           |                |           | 4:12  |
| 2.        | 「ポーカーフェイス」      |           |           |                |           | 3:53  |
| 3.        | 「雨上がりの空とキミ」    | 園田智也  | 宮城裕次  | 鈴木Daichi秀行 |           | 4:10  |
| 4.        | 「Rising Hope -TV ver.-」 |           |           |                |           | 1:34  |
| 合計時間: | 合計時間:                 | 合計時間: | 合計時間: | 合計時間:      | 合計時間: | 13:49 |

| #  | タイトル                                                  | 作詞 | 作曲・編曲 |
| -- | --------------------------------------------------------- | ---- | ---------- |
| 1. | 「Rising Hope -"魔法科高校の劣等生" non-credit opening-」 |      |            |

## 演奏
Rising Hope 
- みっちゃん (from 岸田教団＆THE明星ロケッツ)：Drums
- 高慶“CO-K”卓史：Guitar
- 高間有一：Bass
- 菊池亮太：Piano, Organ
- 雷神組：Backing Vocal

ポーカーフェイス
- 石井悠也：Drums
- 高間有一：Bass
- akkin：Guitar, Other Instruments

アシアトコンパス
- 石井悠也：Drums
- 山本陽介：Guitar
- 高間有一：Bass
- 野間康介：Piano, Organ
- 散歩道探索隊：Clap